# Raimundo Lisboa Vieira da Silva
Raimundo Lisboa Vieira da Silva, ou apenas Vieira da Silva, (São Luís, 11 de fevereiro de 1922 – São Luís, 30 de julho de 2007) foi um comerciante, contador, empresário e político brasileiro que foi deputado federal pelo Maranhão.

## Dados biográficos
Filho de Fabiano Vieira da Silva e Custódia Lisboa Vieira da Silva. Antes de se diplomar em Contabilidade na Escola Técnica de Comércio do Maranhão trabalhou como comerciante e foi chefe da Casa Civil no governo do extinto Território Federal do Iguaçu. Sua carreira política começou pelo PTB ao eleger-se deputado estadual em 1958 não sendo reeleito ao disputar o cargo via PSP no pleito seguinte.
No quadriênio seguinte foi delegado do Instituto de Previdência e Assistência dos Servidores do Estado (IPASE) no Maranhão e presidente da Companhia Telefônica do referido estado. Com a outorga do bipartidarismo pelo Regime Militar de 1964 ingressou na ARENA e foi eleito deputado federal em 1966, 1974 e 1978. Reeleito pelo PDS em 1982, votou contra a Emenda Dante de Oliveira em 1984 e em Paulo Maluf no Colégio Eleitoral em 1985. Após nova reeleição em 1986 foi um dos signatários da Constituição de 1988.
Foi proprietário da atual Rádio Capital e da atual TV Cidade que operavam em São Luís sob os nomes de "Rádio Ribamar" e "TV Ribamar", respectivamente.